# Wateringen
Wateringen je mesto v nizozemski provinci Južna Holandija. Je del občine Westland in leži približno 5 km jugozahodno od Haaga.
Do leta 2004 je bila samostojna občina in je obsegala 8,93 km². Nekdanja občina Wateringen je vključevala tudi mesto Kwintsheul.
Vas Wateringen ima okoli 10.860 prebivalcev. Statistično območje Wateringena, ki vključuje tudi okoliško podeželje, ima približno 13.880 prebivalcev. 

## Galerija
- Mlin na veter Windlust
- Cerkev na ulici
- Cerkev svetega Janeza  Doperkerka
- Wateringen leta 1868